# Panjunan (Kalitidu)
Panjunan is een bestuurslaag in het regentschap Bojonegoro van de provincie Oost-Java, Indonesië. Panjunan telt 2608 inwoners (volkstelling 2010).